# Mega przygody Bucketa i Skinnera
Mega przygody Bucketa i Skinnera (ang. Bucket & Skinner’s Epic Adventures, 2011–2013) – amerykański serial komediowy Nickelodeon, wyprodukowany przez Tom Lynch Company Studios, Bugliari/McLaughlin Productions i Nickelodeon Productions.
Światowa premiera serialu miała miejsce 1 lipca 2011 roku na amerykańskim Nickelodeon, natomiast w Polsce odbyła się 30 września 2012 roku na kanale Nickelodeon Polska.

## Fabuła
Serial opowiada o przygodach dwóch przyjaciół – Bucketa (Taylor Gray) i Skinnera (Dillon Lane), którzy mieszkają w fikcyjnym mieście Kalifornia.

## Bohaterowie

### Główni
- Bucket (Taylor Gray) – główny bohater serialu. Student pierwszego roku w szkole średniej oraz najlepszy przyjaciel Skinnera. Jest zakochany w Kelly.
- Skinner (Dillon Lane) – główny bohater serialu. Zapalony surfer oraz najlepszy przyjaciel Bucketa.
- Kelly Peckinpaugh (Ashley Argota) – starsza siostra Piper oraz przyjaciółka Bucketa i Skinnera. Chodzi z Blakiem do odcinka Epic Break-Up w którym z nim zrywa.
- Piper Peckinpaugh (Tiffany Espensen) – młodsza siostra Kelly. Jest zakochana w Skinnerze.
- Aloe (Glenn McCuen) – rywal Bucketa. Jest egoistyczny i zakochany w sobie.
- Portos (George Back) – wujek Bucketa. Prowadzi sklep „Surfer Rip Town”.

### Poboczni
- Sven (D.C. Cody) – najlepszy przyjaciel Aloe. Jest także jego asystentem.
- Blake (Brian Craig) – chłopak Kelly.

## Wersja polska
Wersja polska: na zlecenie Nickelodeon Polska – Master Film

Reżyseria:
- Dariusz Dunowski (odc. 1-13, 18, 21),
- Agata Gawrońska-Bauman (odc. 14-17, 19-20, 22-26)

Dialogi polskie:
- Dariusz Dunowski (odc. 1-13, 18, 21),
- Kamila Klimas-Przybysz (odc. 14-15, 17, 19, 22, 25-26),
- Karolina Anna Kowalska (odc. 16, 20, 23-24)

Dźwięk:
- Aneta Michalczyk-Falana (odc. 1-9, 13, 18),
- Mateusz Michniewicz (odc. 10-12, 21),
- Elżbieta Mikuś (odc. 14-17, 19-20, 22-26)

Montaż:
- Aneta Michalczyk-Falana (odc. 1-9, 13, 18),
- Paweł Siwiec (odc. 10-12, 21),
- Jan Graboś (odc. 14-17, 19-20, 22-26)

Kierownictwo produkcji: Agnieszka Kołodziejczyk

Nadzór merytoryczny:
- Aleksandra Dobrowolska (odc. 1-13, 18, 21),
- Katarzyna Dryńska (odc. 1-26)

Wystąpili:
- Jakub Mróz – Bucket
- Paweł Ciołkosz – Skinner
- Dominika Sell – Kelly Peckinpaugh
- Magda Kusa – Piper Peckinpaugh
- Przemek Wyszyński – John „Aloe” Aloysius
- Grzegorz Kwiecień – Portos

W pozostałych rolach:
- Agnieszka Kunikowska – pani Emerson (odc. 1, 20)
- Przemysław Bluszcz – Donny DePeetro (odc. 1, 5-6)
- Wojciech Słupiński –
  - pan Wagner (odc. 1, 7-8, 18-19),
  - Tim (odc. 6),
  - Bobo (odc. 13)
- Aneta Todorczuk-Perchuć – pani Stark (odc. 2)
- Karol Pocheć – Sven (odc. 2-3, 5-8, 13, 17-20, 23-26)
- Andrzej Gawroński –
  - staruszek (odc. 2),
  - sąsiad Skinnera (odc. 7, 9)
- Angelika Kurowska – reporterka TV (odc. 3)
- Karol Wróblewski –
  - Fritz (odc. 4, 11),
  - Warren (odc. 7),
  - reżyser (odc. 12)
- Jacek Król – szef Fritza (odc. 4)
- Agnieszka Pawełkiewicz
- Miłosz Konkel –
  - Jerry (odc. 7),
  - uczeń (odc. 7)
- Aleksandra Kowalicka – Tammy Lynch (odc. 9, 16, 22)
- Maciej Marczewski – pan St. Troy (odc. 10, 22)
- Izabela Gwizdak – CJ/Cindy (odc. 11)
- Wojciech Raszewski –
  - Blake (odc. 11, 18, 20, 25-26),
  - Fred (odc. 12)
- Jerzy Molga – kamerdyner (odc. 11)
- Kinga Ilgner – Sara (odc. 12)
- Joanna Pach-Żbikowska – Leslie (odc. 14)
- Izabella Bukowska-Chądzyńska –
  - kobieta z organizacji dobroczynnej (odc. 15),
  - Bricks (odc. 16)
- Tomasz Jarosz – Ron (odc. 15, 19, 24)
- Marek Kudełko – Tommy (odc. 16)
- Małgorzata Szymańska – Daniele (odc. 17)
- Elżbieta Gaertner – Rhonda (odc. 17)
- Jan Rotowski – Anthony (odc. 18)
- Agata Góral –
  - Summer,
  - Vera (odc. 19)
- Stefan Pawłowski – Roscow (odc. 19)
- Monika Kwiatkowska – mama Blake’a (odc. 20)
- Julia Kołakowska-Bytner – Patty (odc. 23)
- Joanna Kudelska – Catherine Toms (odc. 24)
- Brygida Turowska – Molly (odc. 24)
- Aleksandra Traczyńska – Devon (odc. 25-26)
- Mateusz Nędza – porucznik Collins (odc. 25-26)
- Cezary Kwieciński – pułkownik Jenkins (odc. 25-26)
- Maria Pawłowska
- Józef Pawłowski
- Karolina Wojdała
- Otar Saralidze
- Aleksander Bauman
- Elżbieta Kijowska

oraz:
- Anna Sroka –
  - pielęgniarka Klause (odc. 8),
  - niania Tammy (odc. 9)
- Krzysztof Królak –
  - uczeń (odc. 8),
  - członek klubu AV (odc. 18)
- Marta Kurzak – Wendy
- Malwina Buss – Nicole
- Ksawery Szlenkier – trener
- Agata Gawrońska-Bauman –
  - reporterka (odc. 15),
  - R.J. Cordwell (odc. 19),
  - uczestniczka teleturnieju (odc. 25)

i inni
Lektor: Paweł Bukrewicz

## Spis odcinków
| Seria | Odcinki | Premiera serii | Finał serii | Premiera serii   | Finał serii   |
| ----- | ------- | -------------- | ----------- | ---------------- | ------------- |
| 1     | 26      | 1 lipca 2011   | 1 maja 2013 | 30 września 2012 | 6 lutego 2013 |